# ECMAScript
ECMAScript – stworzona przez ECMA ustandaryzowana specyfikacja obiektowego języka programowania, której najbardziej znane implementacje to JavaScript, JScript i ActionScript. Specyfikacja ta oznaczona jest jako ECMA-262 i ISO/IEC 16262. Język początkowo był projektowany z myślą o pisaniu skryptów i przeniesieniu części zadań obliczeniowych na stronę klienta (przeglądarki internetowej) w architekturze klient-serwer, od tego czasu znacznie ewoluował i błędem byłoby nazywanie go językiem skryptowym, sami autorzy w specyfikacji nazywają go językiem programowania, który wyszedł poza skryptowanie i jest pełnoprawnym językiem programowania ogólnego zastosowania, wskazując na jego właściwości porównywalne do tych obecnych w Javie, Selfie, czy Scheme, które były inspiracją dla Brendana Eicha, przy tworzeniu języka JavaScript.
ECMA-262 definiuje samą semantykę języka oraz niektóre podstawowe typy danych (String, Boolean, Number, Object itp.) i obiekty (np. Math, Array). Elementy, takie jak obiektowy model dokumentu, specjalne funkcje wejścia-wyjścia, obsługa graficznego interfejsu użytkownika nie wchodzą w skład specyfikacji ECMAScript – definiowane są przez inne standardy (W3C DOM) lub samych autorów konkretnych implementacji.
Standard jest cały czas uaktualniany. Od 2015, co roku powstaje nowa wersja, którą zajmuje się komisja TC39, w skład której wchodzą przedstawiciele wszystkich głównych przeglądarek internetowych i kilkadziesiąt innych organizacji.

## Wersje ECMAScript
Zaraz po powstaniu ES6 (6 lat od wersji ES5), TC39 zdecydowała się na zmianę nazewnictwa kolejnych wersji standardu. I tak wersja ES6, została nazwana ES2015. Kolejne to ES2017, ES2018 itd. Są to oficjalne nazwy wersji.
Więcej o różnych implementacjach i ich wersjach w artykule JavaScript.
Proces dodawania nowych funkcji do standardu opisującego JavaScript jest opisany w artykule TC39.
| Wersja      | Wydana        | Zmiany |
| ----------- | ------------- | --- |
| 1           | czerwiec 1997 | |
| 2           | czerwiec 1998 | Głównie korekta redaktorska |
| 3           | grudzień 1999 | Wyrażenia regularne, obsługa wyjątków, nowe rodzaje pętli, literały tablic i obiektów |
| 4           | porzucona     | Klasy, jawna kontrola dostępu, alternatywne dla DOM wbudowane wsparcie dla XML |
| 5 – ES5     | grudzień 2009 | Tryb "use strict", obsługa JSON |
| 6 – ES2015  | czerwiec 2015 | Zmiany składni: Klasy (class), moduły (import), deklaracje const i let, funkcje strzałkowe, domyślne parametry funkcji, parametr resztkowy funkcji (…args), literały obiektowe ({zmienna1,zmienna2}), pętle for/of, łańcuchy szablonowe (tekst = `Opis: ${zmienna}.`;), destrukcyjne deklaracje i przypisanie, generatory (yield), nowe sekwencje Unicode, sprawdzanie wywołania funkcji jako klasy (new.target). Pozostałe to m.in.: kolekcje (Set, Map itp), tablice typowane, proxies (meta obiekty). |
| 7 – ES2016  | czerwiec 2016 | Operator potęgowy (**), Array.prototype.includes. |
| 8 – ES2017  | czerwiec 2017 | Funkcje async i oczekiwanie przez await, String.prototype.padStart/padEnd, Object.values/entries. |
| 9 – ES2018  | czerwiec 2018 | Asynchroniczne iteratory, parametr resztkowy dla właściwości obiektów, nowe funkcje wyrażeń regularnych (w tym nazwane grupy), funkcja finally dla obietnic. |
| 10 – ES2019 | czerwiec 2019 | Metody spłaszczania tablic (flat), zmiany w metodzie sortowania tablic i metodzie Object.fromEntries. |
| 11 – ES2020 | czerwiec 2020 | Operatora opcjonalnych łańcuchów zmiennych (Optional Chaining) (a?.b) i nullowego scalania (Nullish Coalescing) (??), prymityw BigInt. |
| 12 – ES2021 | czerwiec 2021 | Funkcja ''.replaceAll(), Promise.any(), słabe referencje (m.in. WeakRef), logiczne przypisania, separatory długich liczb (tysiące). |
| ES2022      | czerwiec 2022 | Definiowanie właściwości klasy na poziomie klasy, statyczne właściwości klas (static), prywatne metody klas (#prywatnaWlasciwosc), Object.hasOwn, właściwość powodu wyjątku (cause), opcja /d dla RegExp. |
| ES2023      | czerwiec 2023 | [].findLast, [].findLastIndex, wsparcie dla hashbang. |

## Podstawowe elementy składni

### Komentarze
Komentarze w skryptach ECMAScriptu umieszcza się w sposób identyczny jak w C++. Komentarz blokowy umieszcza się między sekwencją znaków /* a */, komentarz liniowy rozpoczyna się sekwencją // a kończy znakiem końca linii:
```
/* To jest komentarz

  blokowy. Zajmuje on

  kilka linii */

// to jest komentarz liniowy

```

### Zmienne
Zmienne są typowane dynamicznie. Definiowanie zmiennej polega na zwykłym przypisaniu jej wartości lub zadeklarowaniu za pomocą słowa kluczowego var. Zmienne zdefiniowane poza funkcjami oraz bez słowa kluczowego są dostępne w zasięgu globalnym (widoczne dla całej strony).
Tryb ścisły (strict mode) w ECMAScript 5 wymusza jawne deklarowanie wszystkich zmiennych.
Zmienne zdefiniowane za pomocą var widoczne są w całej funkcji. Od ES2015 zmienne można również definiować z mniejszą widocznością za pomocą let oraz const. W przeciwieństwie do var zmiennych zadeklarowanych za pomocą let nie można redefiniować, a dla const nie można dodatkowo przypisać innego obiektu do takiej zmiennej (chociaż można zmienić wartości w ramach tego obiektu).

### Instrukcje sterujące
Podstawowe instrukcje są identyczne z instrukcjami znanymi z języków Java i C++.

#### Instrukcjaif
```
if
 
(
warunki
)
 
{

    
instrukcje
;

}
 
else
 
{

    
instrukcje
;

}

```

#### Pętlawhile
```
while
 
(
warunki
)
 
{

    
instrukcje
;

}

```

#### Pętlado...while
```
do
 
{

    
instrukcje

}
 
while
 
(
warunki
);

```

#### Pętlafor
```
for
 
([
instrukcje
 
-
 
początkowe
];[
warunki
];[
instrukcje
 
-
 
krokowe
])
 
{

    
instrukcje
 
-
 
środkowe
;

}

```

#### Pętlafor...inorazfor...of
Pętla ta przechodzi przez wszystkie pola danego obiektu (w tym elementy tablicy):
```
for
 
(
let
 
własność
 
in
 
obiekt
)
 
{

    
instrukcje
;

}

```

Kolejność przechodzenia nie jest zdefiniowana w standardzie języka.
Pętla ta przechodzi przez wszystkie indeksy tablicy, pomijając właściwości nonenumerable:
```
for
 
(
let
 
własność
 
of
 
obiekt
)
 
{

    
instrukcje
;

}

```

Jest to instrukcja, która nie występuje w Javie (stosowny odpowiednik pojawił się dopiero w wersji JDK 1.5) natomiast jest dostępna w Borland Delphi 2005. W PHP5 jej odpowiednikiem jest instrukcja foreach. W C++ można ją spotkać w trzech odmianach:
- jako funkcję for_each wykorzystując funktor. Warto również zwrócić uwagę na możliwość wykorzystania for_each z bibliotekami boost::bind oraz boost::lambda
- jako konstrukcję BOOST_FOREACH z biblioteki boost
- jako pętla for bazująca na zasięgu (range-based for) wprowadzona w standardzie C++11.

#### Instrukcjaswitch
Analogicznie jak w C, C++, PHP i Javie.
```
switch
 
(
wyrażenie
)
 
{

    
case
 
wartość1
:

        
instrukcje
;

        
break
;

    
case
 
wartość2
:

        
instrukcje
;

        
break
;

    
default
:

        
instrukcje
;

        
break
;

}

```

### Obiekty
W ECMAScripcie istnieją obiekty i typy prymitywne. Możliwe jest jednak użycie metod z odpowiedniej otoczki – w razie potrzeby dynamicznie jest tworzona otoczka odpowiedniego typu (np. String), która od razu po wykorzystaniu jest usuwana. Podstawowym obiektem jest Object. Standard ECMA opisuje także obiekty Array (tablica), String (ciąg znaków), Number (liczba całkowita lub rzeczywista), Boolean (wartość logiczna), Function (funkcja ECMAScriptu), Date (data) i Math (operacje matematyczne).

#### Dostęp do pól i metod
Obiekty ECMAScriptu są tablicami asocjacyjnymi. Dostęp do pól obiektów jest możliwy przy użyciu dwóch równoważnych notacji:
obiekt.pole i obiekt["pole"].
Ponieważ metody obiektu (funkcje) są jego polami, także do nich dostęp jest możliwy przy użyciu zarówno notacji z kropką, jak i notacji z nawiasami kwadratowymi. Poniższe dwie linie kodu są zatem równoważne:
```
m
.
metoda1
();

m
[
"metoda1"
]();

```

Obie notacje z nawiasami kwadratowymi zwyczajowo stosuje się jednak przy korzystaniu z tablic powstałych jako obiekt Array.
Dostęp do pól i metod obiektu ułatwiała instrukcja wiążąca „with”. Nie jest ona jednak dozwolona w trybie ścisłym ECMAScript 5. Poniższe konstrukcje są równoważne:
```
obiekt
.
pole1
 
=
 
wartość
;

obiekt
.
pole2
 
=
 
wartość
;

```

i
```
with
 
(
obiekt
)
 
{

    
pole1
 
=
 
wartość
;

    
pole2
 
=
 
wartość
;

}

```

#### Definiowanie klas dla obiektów
Aby zdefiniować własny obiekt, wystarczy utworzyć funkcję konstruktora:
```
// funkcja konstruktora

function
 
MójObiekt
(
poleA
,
 
poleB
)
 
{

    
this
.
poleA
 
=
 
poleA
;

    
this
.
poleB
 
=
 
poleB
;

    
this
.
metoda1
 
=
 
function
()
 
{

        
alert
(
"mójObiekt::metoda1()"
);

    
};

    
this
.
metoda2
 
=
 
function
()
 
{

        
alert
(
"mójObiekt::metoda2()"
);

    
};

}

```

Podobnie, choć lżejszy obiekt można uzyskać następująco:
```
// funkcja konstruktora

function
 
MójObiekt
(
poleA
,
 
poleB
)
 
{

    
this
.
poleA
 
=
 
poleA
;

    
this
.
poleB
 
=
 
poleB
;

}

// metody

MójObiekt
.
prototype
.
metoda1
 
=
 
function
()
 
{

    
alert
(
"mójObiekt::metoda1()"
);

};

MójObiekt
.
prototype
.
metoda2
 
=
 
function
()
 
{

    
alert
(
"mójObiekt::metoda2()"
);

};

```

Od ES2015 wprowadzono lukier składniowy do definiowania klas (pod spodem nadal używany jest prototyp):
```
class
 
MójObiekt
 
{

    
constructor
(
poleA
,
 
poleB
)
 
{

        
this
.
poleA
 
=
 
poleA
;

        
this
.
poleB
 
=
 
poleB
;

    
}

    
metoda1
()
 
{

        
alert
(
"mójObiekt::metoda1()"
);

    
}

    
metoda2
()
 
{

        
alert
(
"mójObiekt::metoda2()"
);

    
}

}

```

Aby utworzyć instancję klasy MójObiekt, należy skorzystać z operatora new:
```
let
 
m
 
=
 
new
 
MójObiekt
(
2
,
 
3
);

```

### Funkcje
Funkcje w ECMAScripcie definiuje się przy użyciu słowa kluczowego function, a jej argumenty podajemy w nawiasach:
```
function
 
dodajDwieLiczby
(
a
,
 
b
)
 
{

    
return
 
a
 
+
 
b
;

}

```

Taki sam rezultat otrzymamy za pomocą:
```
var
 
dodajDwieLiczby
 
=
 
function
(
a
,
 
b
)
 
{

    
return
 
a
 
+
 
b
;

}

```

Od ES2015 można używać tzw. funkcji strzałkowych (ang. arrow functions):
```
var
 
dodajDwieLiczby
 
=
 
(
a
,
 
b
)
 
=>
 
{

    
return
 
a
 
+
 
b
;

}

// lub krócej:

var
 
dodajDwieLiczby
 
=
 
(
a
,
 
b
)
 
=>
 
a
 
+
 
b
;

```

### Dziedziczenie
W implementacjach ECMAScript dziedziczenie realizowane jest przez prototypy. Jeśli chcemy utworzyć klasę Pochodna dziedziczącą po klasie Bazowa, ustawiamy pole Pochodna.prototype na nową instancję klasy Bazowa:
```
function
 
Bazowa
()
 
{

    
this
.
metodaA
 
=
 
function
()
 
{

        
console
.
log
(
"Bazowa::A()"
);

    
};

    
this
.
metodaB
 
=
 
function
()
 
{

        
console
.
log
(
"Bazowa::B()"
);

    
};

}

function
 
Pochodna
()
 
{

    
// metodaB nadpisuje odpowiednią metodę z klasy Bazowa:

    
this
.
metodaB
 
=
 
function
()
 
{

        
console
.
log
(
"Pochodna::B()"
);

    
};

}

Pochodna
.
prototype
 
=
 
new
 
Bazowa
();

x
 
=
 
new
 
Bazowa
();

y
 
=
 
new
 
Pochodna
();

x
.
metodaA
();
 
// wyświetla: „Bazowa::A()”

y
.
metodaA
();
 
// wyświetla: „Bazowa::A()”

x
.
metodaB
();
 
// wyświetla: „Bazowa::B()”

y
.
metodaB
();
 
// wyświetla: „Pochodna::B()”

```

Od ES2015 dostępne jest extends:
```
class
 
Bazowa
 
{

	
metodaA
 
()
 
{

		
console
.
log
(
"Bazowa::A()"
);

	
}

	
metodaB
 
()
 
{

		
console
.
log
(
"Bazowa::B()"
);

	
}

}

class
 
Pochodna
 
extends
 
Bazowa
 
{

    
constructor
()
 
{

        
super
();

    
}

    
// metodaB nadpisuje odpowiednią metodę z klasy Bazowa:

	
metodaB
 
()
 
{

		
console
.
log
(
"Pochodna::B()"
);

	
}

}

const
 
x
 
=
 
new
 
Bazowa
();

const
 
y
 
=
 
new
 
Pochodna
();

x
.
metodaA
();
 
// wyświetla: „Bazowa::A()”

y
.
metodaA
();
 
// wyświetla: „Bazowa::A()”

x
.
metodaB
();
 
// wyświetla: „Bazowa::B()”

y
.
metodaB
();
 
// wyświetla: „Pochodna::B()”

```

### Zmienne klas
Podobnie jak funkcje klasy również są obiektami, które można przypisać do zmiennych. Inaczej jednak niż w wypadku funkcji class Bazowa tworzy zmienną Bazowa, której nie można redefiniować. Możliwe jest jednak użycie var:
```
var
 
Bazowa
 
=
 
class
 
{};

var
 
Pochodna
 
=
 
class
 
extends
 
Bazowa
 
{};

var
 
Bazowa
 
=
 
class
 
{

    
metodaA
 
()
 
{
 
console
.
log
(
'Bazowa::A()'
)
 
}

};

var
 
poc
 
=
 
new
 
Pochodna
();

var
 
baz
 
=
 
new
 
Bazowa
();

console
.
log
(
'poc1'
,
 
typeof
 
poc
.
metodaA
)
 
// undefined

console
.
log
(
'baz1'
,
 
typeof
 
baz
.
metodaA
)
 
// function

var
 
Pochodna
 
=
 
class
 
extends
 
Bazowa
 
{};

var
 
poc
 
=
 
new
 
Pochodna
();

console
.
log
(
'poc2'
,
 
typeof
 
poc
.
metodaA
)
 
// function

```

### Obsługa wyjątków
Do obsługi wyjątków w ECMAScripcie wykorzystywana jest „klasa” Error, odpowiadająca znanej z Javy klasie Exception.
Aby wyrzucić nowy wyjątek, należy skorzystać z instrukcji throw:
```
function
 
zjedz
()
 
{

    
throw
 
new
 
Error
(
"Komunikat wyjątku"
);

}

```

Aby obsłużyć wyjątek, należy zastosować konstrukcję try...catch...finally (przy czym finally jest opcjonalne):
```
try
 
{

    
zjedz
();

}
 
catch
 
(
wyjątek
)
 
{

    
alert
(
"Nastąpił wyjątek: "
 
+
 
wyjatek
.
toString
());

}
 
finally
 
{

    
posprzątaj
();

}

// ...

throw
(
"nastąpił błąd"
);

```